# Paola De Micheli

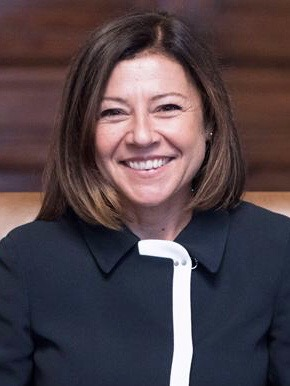
Paola De Micheli (2019)

Paola De Micheli (* 1. September 1973 in Piacenza) ist eine italienische Managerin und Politikerin, Mitglied des Partito Democratico (PD) und war vom 5. September 2019 bis 13. Februar 2021 Ministerin für Infrastruktur und Verkehr in der Regierung von Giuseppe Conte. Sie ist die erste Frau, die dieses Amt bekleidete.

## Leben
De Micheli absolvierte ein Studium der Politikwissenschaft an der Katholischen Universität vom Heiligen Herzen in Mailand und war als Managerin in der Lebensmittelindustrie tätig.
Sie trat Ende der 1990er Jahre, während der Regierungszeit des Mitte-links-Bündnisses L’Ulivo, in die Politik ein und war von 1999 bis 2004 Stadträtin von Pontenure. Im Jahr 2007 wurde sie Mitglied des Partito Democratico und war 2007–2010 Stadträtin für Human-, Wirtschafts- und Finanzressourcen in ihrer Geburtsstadt Piacenza.

### Frühe politische Laufbahn
Bei den Parlamentswahlen 2008 wurde De Micheli in die Abgeordnetenkammer gewählt und unterstützte Pier Luigi Bersani bei den Parteivorstandswahlen 2009, der sie als nationale Zuständige für kleine und mittlere Unternehmen einsetzte.
Nachdem sie bei den Parlamentswahlen 2013 erneut zur Abgeordneten gewählt wurde, war De Micheli 2014–2017 Staatssekretärin des Ministeriums für Wirtschaft und Finanzen im Kabinett Renzi und Kabinett Gentiloni. Im September 2017 legte De Micheli ihr Amt im Finanzministerium ab, um Vasco Errani in seiner Rolle als Beauftragter zum Wiederaufbau der in den Jahren 2016 und 2017 durch Erdbeben zerstörten Gebiete zu ersetzen.
Bei den Parlamentswahlen 2018 wurde sie zum dritten Mal in die Abgeordnetenkammer gewählt. Bei den Wahlen zum Parteivorstand 2019 unterstützte sie Nicola Zingaretti. Sobald dieser zum Parteisekretären gewählt wurde, wurde De Micheli als stellvertretende Parteivorsitzende des Partito Democratico nominiert.

### Ministerin für Infrastruktur und Verkehr
Am 5. September 2019 wurde De Micheli in der Regierung von Giuseppe Conte, der eine Koalition zwischen Demokratischer Partei und Movimento 5 Stelle anführt, zur Ministerin für Infrastruktur und Verkehr ernannt. Ihre Amtszeit endete mit dem Amtsantritt des Kabinett Draghi am 13. Februar 2021.